# Rheinfall
Rheinfall – największy pod względem przepływu wodospad Europy. Położony jest na przełomie Renu w miejscowości Neuhausen am Rheinfall, w kantonie Szafuza, w Szwajcarii. Nad wodospadem góruje zamek Laufen.
Wody wodospadu były wykorzystywane (na prawym brzegu) już w 1111 – jako napęd młyna klasztoru pw. Wszystkich Świętych z Szafuzy, a od początku XV wieku w sąsiedztwie osiedlali się kowale. W latach 80. XIX wieku przedsiębiorca chciał wykorzystać energię wodospadu do zaopatrzenia w energię (1100 kW) pierwszej w Europie małej huty aluminium. Projekt napotkał na sprzeciw i kanton Szafuza nie udzielił koncesji. Huta ostatecznie powstała, bez naruszania Rheinfall.
Dane wodospadu:
- Szerokość: 150 m[2]
- Wysokość: 23 m[2]
- Głębokość: 13 m[2]
- Wiek: ok. 15 tys. lat[2]
- Średni przepływ letni: 600 m³/s[2]
- Średni przepływ zimowy: 250 m³/s[2]
- Najmniejszy przepływ w historii – 1921 r., 95 m³/s[2]
- Największy przepływ w historii – 1965 r., 1250 m³/s.[2]

## Galeria

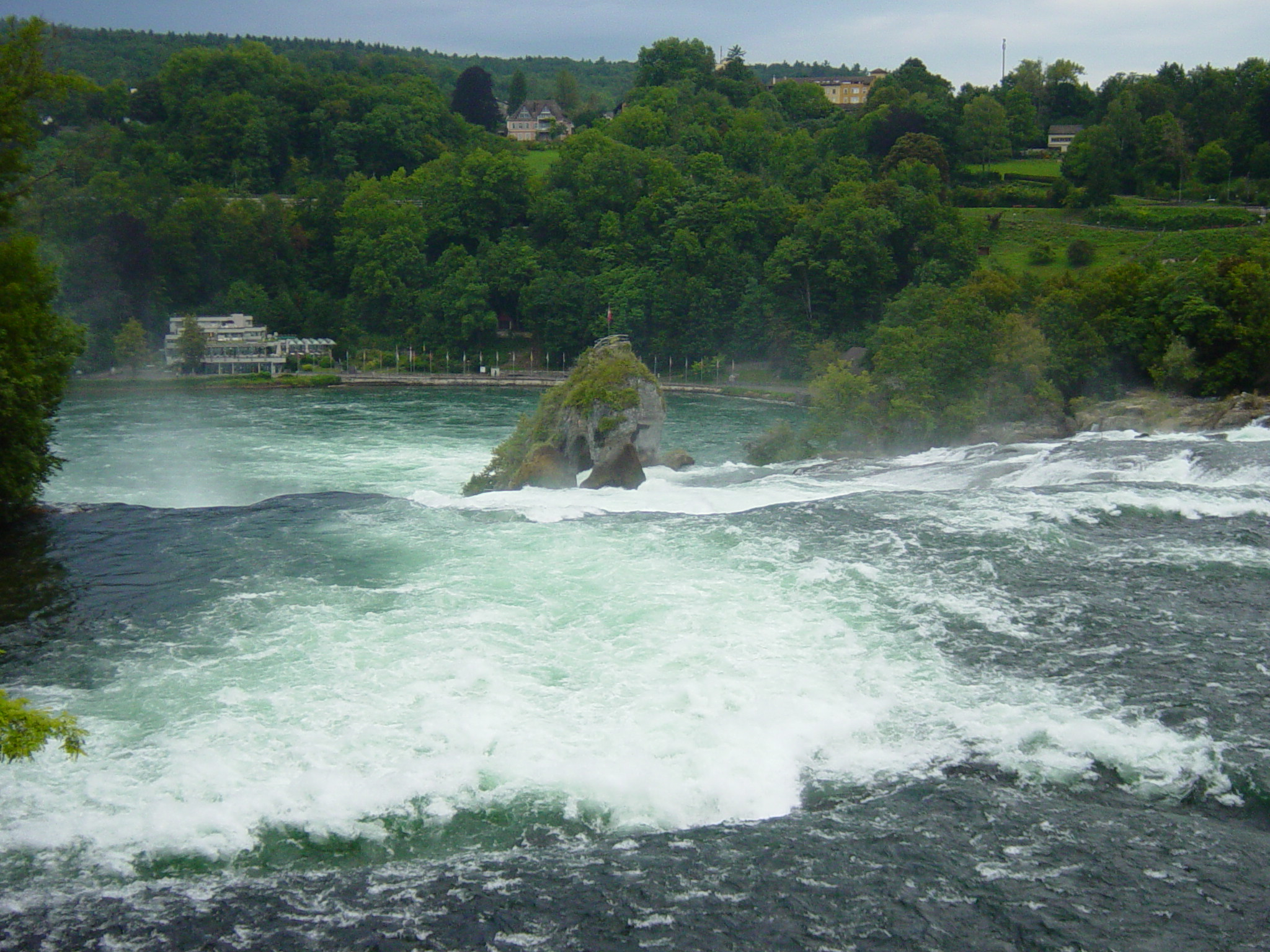
Widok z mostu na Renie
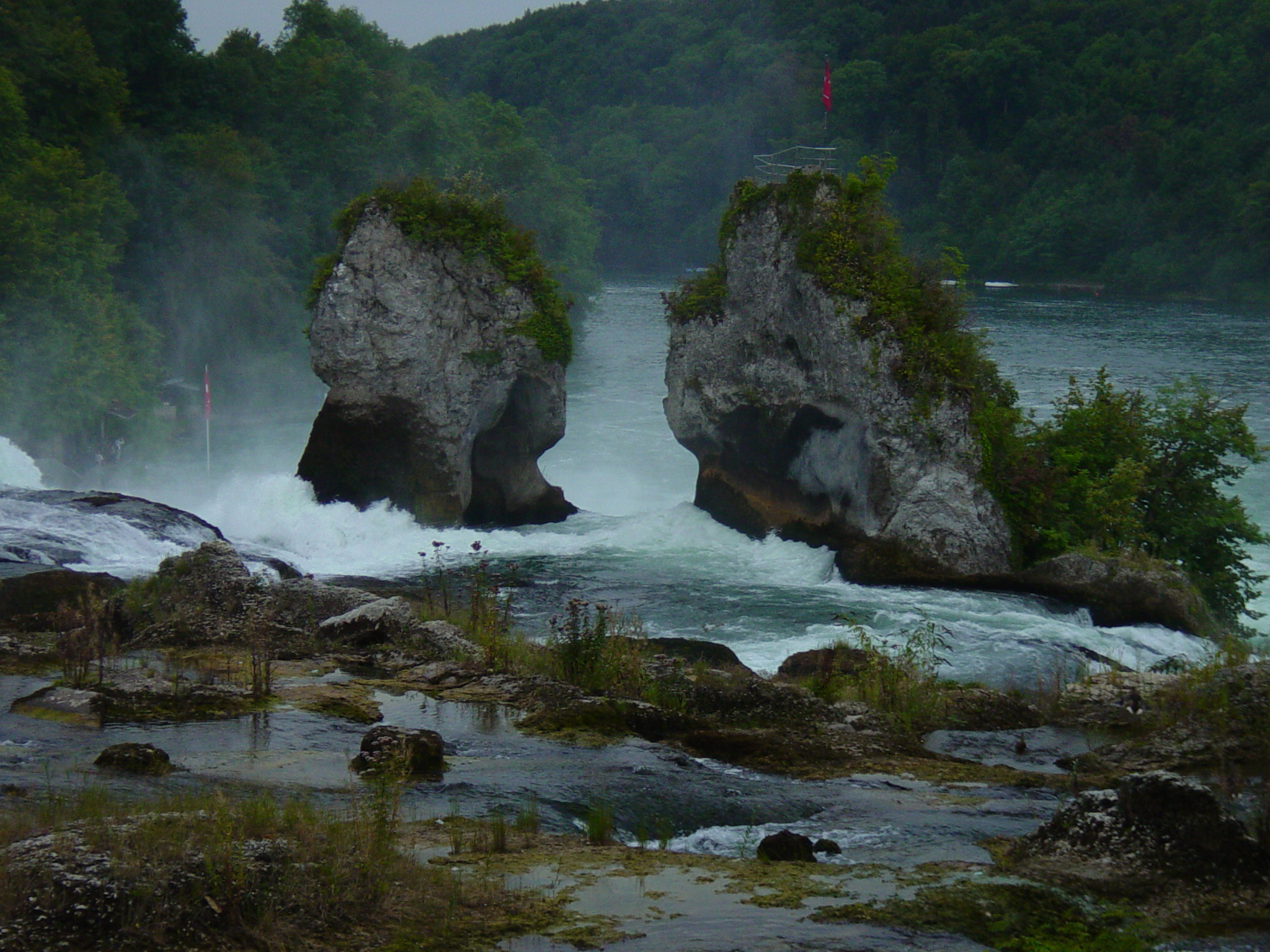
Słupy skalne w dolnej części wodospadu
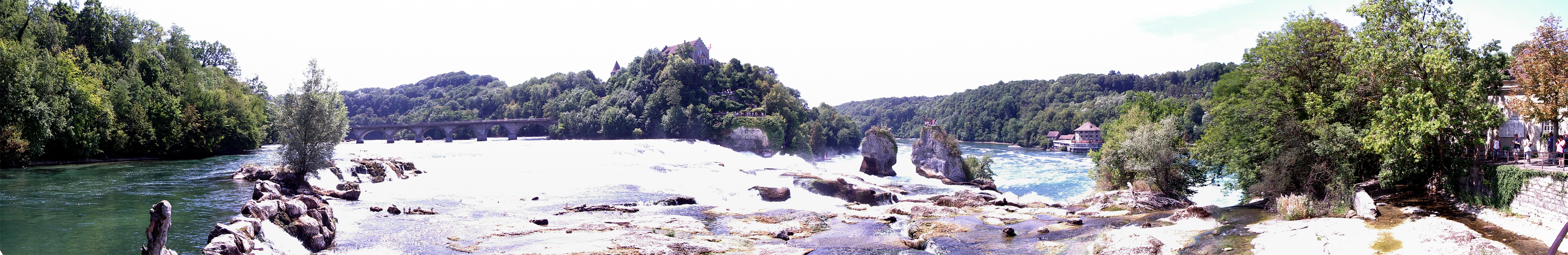
Panorama wodospadu
Panorama